# چکاوک ویلیام
چکاوک ویلیام (نام علمی: Mirafra williamsi) نام یک گونه از سرده جل‌ها است.